# HD 192263
Désignations
HD 192263, formellement nommée Phoenicia, est une étoile naine orange de 8e magnitude située dans la constellation de l'Aigle possédant une exoplanète. Elle est distante de ∼ 64,1 a.l. (∼ 19,7 pc) de la Terre.

## Caractéristiques
Le type spectral de HD 192263 est K2-V : une naine orange, une étoile légèrement moins chaude et lumineuse que le Soleil. Elle n'est pas visible à l'œil nu, mais peut être détectée à l'aide de bonnes jumelles ou d'un petit télescope.
Plusieurs compagnons ont été annoncés, mais il s'agit probablement de compagnons optiques ou d'erreurs d'observation.

## Le système planétaire
| Planète     | Masse            | Demi-grand axe (ua) | Période orbitale (jours) | Excentricité  | Inclinaison | Rayon |
| ----------- | ---------------- | ------------------- | ------------------------ | ------------- | ----------- | ----- |
| HD 192263 b | >0,641 ± 0,61 MJ | 0,153 2 ± 0,88      | 24,355 6 ± 0,004 6       | 0,055 ± 0,039 |             |       |

En 1999, une exoplanète a été annoncée autour de HD 192263. Désignée par HD 192263 b, il s'agit d'une géante gazeuse dont la masse atteint au moins les trois-quarts de celle de Jupiter. Elle orbite l'étoile selon une orbite circulaire en approximativement 24 jours.
En 2002, l'existence de la planète fut remise en question : l'étoile présentait des variations photométriques de luminosité de même période et vélocité que la planète : le signal pouvait provenir de ces variations et non pas d'une planète qui tournerait autour. Finalement, en 2003, l'existence de la planète fut confirmée.